# Вулиця Драйзера (станція метро)
50°30′41.2″ пн. ш. 30°35′45.35″ сх. д. / 50.511444° пн. ш. 30.5959306° сх. д.
«Вýлиця Драйзера» — проєктована станція першої черги Лівобережної лінії та майбутніх черг Подільсько-Вигурівської лінії Київського метрополітену, розташована між станціями «Вулиця Каштанова» і «Вулиця Сабурова». Перегін до станції «Вулиця Сабурова» наземний, критий, довжиною 1378 м. В середині перегону передбачено будівництво пішохідного містка над коліями.
За проєктом станція повинна бути побудована на місці нинішньої станції «Рональда Рейгана» швидкісного трамвая № 2, вздовж вулиці Оноре де Бальзака, під наявним шляхопроводом на перетині з вулицею Рональда Рейгана.
За конструкцією станція запроєктована колонною, з острівною платформою довжиною 126 м і шириною 10 м. На станції має бути два вестибюлі з обох боків шляхопроводу, сполучених із платформою сходами. Вхід пасажирів на станцію і вихід зі станції запроєктований зі шляхопроводу. Для пасажирів з обмеженими фізичними можливостями у кожному вестибюлі передбачена установка ліфта.
Проєктний строк будівництва дільниці першої черги Лівобережної лінії від станції «Вулиця Милославська» до станції «Проспект Ватутіна» з електродепо «Троєщина» — 48 місяців, але не пізніше 2020 року.